# Stardust@home

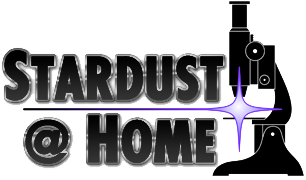
Logo del progetto Stardust@home

Stardust@home è un progetto di citizen science che, con l'aiuto di volontari, ricerca immagini di impatti di polvere interstellare. Questi impatti vengono ricercati all'interno di un cubo di aerogel che era posizionato all'interno della sonda Stardust lanciata dalla NASA il 7 febbraio 1999.

## Storia
Da febbraio a maggio 2000 e da agosto a dicembre 2002, la sonda ha estratto il suo "Stardust Interstellar Dust Collector" (SIDC), uno strumento formato da una serie di blocchi di aerogel avente una superficie totale di circa 0,1 m², per la raccolta della polvere interstellare. Lo strumento è infatti composto da 130 blocchi di spessore 1 e 3 cm montati in celle di alluminio.
I campioni raccolti dalla sonda sono stati inviati a terra per mezzo di una speciale capsula, atterrata il 15 gennaio 2006 e portata nel Johnson Space Center. Il progetto ha iniziato a fornire dati per l'analisi il 1º agosto 2006.

## Obiettivo
Per individuare gli impatti delle particelle di polvere interstellare sarebbe necessario ispezionare visivamente più di 700.000 "campi" di blocchi di aerogel, opportunamente ingranditi. Ogni campo viene fotografato 40 volte fino a comporre quello che è definito un "focus movie", ossia una serie di immagini della stessa porzione di aerogel presi a differenti altezze nel volume di aerogel.
Il progetto Stardust@home ha come obiettivo quello di distribuire tra un grande numero di volontari il compito di individuare le tracce lasciate dalle particelle interstellare. A differenza dei progetti di calcolo distribuito, Stardust@home non utilizza la potenza di calcolo dei computer dei partecipanti, ma richiede ai partecipanti stessi di classificare le immagini, ossia di svolgere un compito che non sarebbe possibile svolgere automaticamente.

## Funzionamento

Esempio di "focus movie" che mostra un esempio di una possibile traccia di particella di polvere interstellare all'interno dell'aerogel. Questo "focus movie" può essere visto nel tutorial e fa uso del "microscopio virtuale".

È possibile visualizzare il procedimento di riconoscimento delle tracce (che fa uso di un "microscopio virtuale") attraverso un tutorial. Le immagini del tutoria utilizzano delle tracce di particelle di polvere raccolte dallo strumento ODCE installato a bordo della stazione spaziale russa Mir e altre tracce di particelle submicrometriche ottenute artificialmente sparando dentro dei blocchi di aerogel della polvere accelerata alla velocità di 20 km/s usando un generatore di Van de Graaf installato ad Heidelberg in Germania.

## Requisiti per la partecipazione e incentivi
Per partecipare è necessario superare un test e registrarsi, a questo punto è possibile avere accesso al "microscopio virtuale" che permette di visualizzare le immagini per l'identificazione delle tracce delle particelle.
Come incentivo per i volontari, il progetto permette al primo scopritore di una particella interstellare verificata di assegnarle un nome. Inoltre lo scopritore apparirà come coautore dell'articolo scientifico che annuncerà la scoperta della particella.